# R–11 (rakéta)
Az R–11 (NATO-kódja: SS–1A, GRAU-kódja: 8A61) és az R–11M (NATO-kódja: SS–1B Scud A, GRAU-kódja: 8K11) szovjet harcászati-hadműveleti ballisztikus rakéta, melyet az 1950-es évek második felére fejlesztettek ki Viktor Makejev vezetésével az OKB–1 tervezőirodában, nagyrészt a zsákmányolt második világháborús német ballisztikus rakétákra (mindenekelőtt a V–2-re) alapozva. Az egyszerű felépítésű, egyfokozatú, folyékony hajtóanyagú rakéta hagyományos- vagy atomtöltetet hordozhatott. Szállító és indító járműve az ISZU–152 önjáró lővegen alapuló 8U218 lánctalpas harcjármű.
A világ számos országába exportálták. Sok helyen gyártották is, több országban ezen rakéta (gyakran illegális) gyártása és továbbfejlesztése teremtette meg az alapot az önálló rakétagyártáshoz. Észak-Koreában és Iránban is gyártják. Irak az irak–iráni háborúban és az öbölháborúban tömegesen vetette be a rakétákat, melyek hatótávolságát helyben megnövelték.
A rakéta előkészítése az indításra sok időt vesz igénybe, pontatlan, emiatt csak tömegpusztító fejrésszel lenne alkalmazható hatásosan, a Szovjetunióban a TR–1 Tyemp és az R–400 Oka rakéták váltották le. A Magyar Néphadseregben az 1990-es évek elejéig állt rendszerben 9 komplexum (24 rakétával), egy vegyes fegyverzetű rakétadandárban, Luna–M rakétákkal együtt.